# Cyrtodactylus slowinskii
Cyrtodactylus slowinskii là một loài thằn lằn trong họ Gekkonidae. Loài này được Bauer mô tả khoa học đầu tiên năm 2002.